# Ocotea oblongo-obovata
Ocotea oblongo-obovata là loài thực vật có hoa trong họ Nguyệt quế. Loài này được (Nees) Rohwer miêu tả khoa học đầu tiên năm 1986.